# Мале Онучино
Мале Ону́чино (рос. Малое Онучино, марій. Изи Шопкер) — присілок у складі Сернурського району Марій Ел, Росія. Входить до складу Зашижемського сільського поселення.

## Населення
Населення — 11 осіб (2010; 17 у 2002).
Національний склад (станом на 2002 рік):
- росіяни — 65 %
- марі — 35 %